# Projekt 921
Projekt 921 är ett projekt i Kinas rymdprogram för bemannad rymdteknologi.
Projektet föddes 21 september 1992 efter att kinas president Jiang Zemin godkänt programmet för kinas bemannade rymdteknologi uppdelat i tre faser:
- Fas I: Att göra bemannad rymdflygning 2002. (Shenzhouprogrammet). Fasen avslutades 2005 i och med uppskjutningen av Shenzhou 6.[1]
- Fas II: Att skjuta upp en temporär rymdstation och göra bemannad dockning 2007.[2] Fasen påbörjades 2008 med uppskjutningen av Shenzhou 7, och fortsatte 2011 med uppskjutningen av Tiangong 1. Fas II avslutades 2013 med uppskjutningen av Shenzhou 10.[1]
- Fas III: Att etablera en permanent rymdstation till 2020.[2] (Tiangong 3) Denna fas förväntas avslutas i tidsspannet 2020 till 2025.[1]

Projektet delades in i sju delprojekt som i fas II utökades till åtta:
- Projekt 921-1: System för rymdfarare (taikonauter). Urval och träning av rymdfarare, rymdmedicin, rymddräkter, livsuppehållande system etc.[2][3][1]
- Projekt 921-2: Rymdapplikationer. De vetenskapliga experiment- och testpaketen för rymdtillämpade tester.[2][3][1]
- Projekt 921-3: System för bemannad rymdkapselsystem. Utvecklingen av rymdskeppet Shenzhou.[2][3][1]
- Projekt 921-4 alt. Projekt 921-5:[3] Bärraketssystem. Utveckling av Chang Zheng 2F och uppskjutningstornet.[2][1]
- Projekt 921-5 alt. Project 921-6:[3] System för uppskjutningsplatesen. Utveckling av Jiuquans satellituppskjutningscenter och Wenchangs satellituppskjutningscenter.[1][2]
- Projekt 921-6 alt. Projekt 921-7:[3] System för spåring, telemetri och ledningssystem[2][1]
- Projekt 921-7 alt. Projekt 921-8:[3] System för landningsplatsen.[2][1]
- Projekt 921-8 alt. Projekt 921-4:[3] System för rymdlaboratorium. Utveckling av Tiangong 1 och dess efterföljare.[2][1]

Projekt 921:s faser förväxlas ofta felaktigt med dess delprojekt. T.ex. Projekt 921-2 förväxlas ofta felaktigt med "Projekt 921, Fas 2".